# 라울 알칸타라
라울 알칸타라(Raúl Alcántara, 1992년 12월 4일 ~ )는 도미니카 공화국의 야구 선수이자, 현 KBO 리그 키움 히어로즈의 투수이다.

## 미국 프로야구 시절
2009년에 보스턴 레드삭스에 입단하였다.

## 한국 프로야구 시절

### kt 위즈시절
2019년에 라이언 피어밴드를 대체할 투수로 영입되었다. 시즌 11승 11패를 기록했다. 시즌 후 재계약에 실패했다.

### 두산 베어스시절
kt 위즈와 재계약에 실패한 후 이적했다. 시즌 20승 2패를 기록했다. 역대 선발 20승 이상 투수 중 최소 패 신기록을 세웠고, 승률 0.909로 역대 두 자릿수 선발승 이상 투수 최고 승률을 기록했다. 승률 0.909(선발로만 20승 2패)로 역대 두 자릿수 선발승 이상 투수 최고 승률을 기록했다. 시즌 후 투수 부문 골든 글러브를 수상했다. 시즌 후 그의 대체 용병으로는 워커 로켓이 영입되었으며 본인(알칸타라)의 역대 두자릿수 선발승 이상 투수 최고 승률 기록은 2023년 쿠에바스(12선발승 0패)(100%)에 의해 갱신됐다.

## 일본 프로야구 시절
2021년에 한신 타이거스에 입단하였다.

## 한국 프로야구 복귀

### 두산 베어스복귀
2023년에 로버트 스탁, 브랜든 와델을 대체할 외국인 투수로 영입되며 복귀하였다. 2024시즌 초반에도 두산의 에이스로 활약했지만, 부상으로 인한 한 달간의 실전 공백 이후 7경기 33이닝으로, 선발 투수로서의 역할을 다해주지 못하며 성적 부진으로 7월 4일 방출되었다. 그의 대체 선수로는 조던 발라조빅이 영입되었다.

### 키움 히어로즈복귀
2025년 5월 19일에 야시엘 푸이그 대체할 외국인 투수로 영입되었다.